# Lone Star
Lone Star — деревянный колёсный пароход-буксир, в настоящее время являющийся музейным экспонатом. 20 декабря 1989 года пароход внесён в список Национальных исторических памятников США. Пароход хранится в закрытом сухом доке, являющимся частью музея Буффало Билла в городе Леклер в округе Скотт штата Айова.

## История
Lone Star был построен в 1868 году как грузовое судно, а в 1876 году судно перестроили в буксир. В 1890 году корпус судна был удлинён, в 1922 году пароход был капитально отремонтирован. В 1967 году пароход был выведен из эксплуатации.
Lone Star — самый старый из всего трёх сохранившихся пароходных буксиров западных рек (Миссисипи, Миссури, Огайо и их притоки) и единственное в США сохранившееся деревянное судно, построенное в традиционном стиле западных рек.